# Mosteiro do Santo Sepulcro
O Mosteiro do Santo Sepulcro ou Mosteiro das Águas Santas foi o primeiro mosteiro construído pela Ordem de Cavalaria do Santo Sepulcro em Portugal,  situando-se-se na freguesia de Trancozelos, no município de Penalva do Castelo.
Do mosteiro resta a sua igreja dedicada a Santa Maria de Águas Santas de Vila Nova do Mosteiro.
O Mosteiro do Santo Sepulcro foi classificado como Monumento de Interesse Público em 2013.
O Mosteiro do Santo Sepulcro está classificado como Monumento Nacional desde fevereiro de 2023.

## Histórico
O Mosteiro do Santo Sepulcro é o primeiro realizado pela Ordem na Península Ibérica, por iniciativa de D. Teresa e o seu erguimento motivou, nos séculos seguintes, a formação do povoado que recebeu o nome de Vila Nova do Santo Sepulcro.
Após o período de crescimento assistiu-se à decadência passando a ser responsabilidade de Sezures embora em 1492 ainda fosse ligado à segunda casa da Ordem do Santo Sepulcro e, em 1489, uma bula papal tivesse unido esta à Ordem de Malta, razão pela qual a edificação ainda conserva elementos de ambas as cavalarias na cerca monástica.
Com a extinção das ordens em 1844 passou à propriedade dos Albuquerque e as suas dependências passaram a moradia, com alterações arquitetónicas; a sua igreja está atualmente em mau estado de conservação.

## Descrição
A igreja é um templo de características românicas, pequeno, portal com duas arquivoltas, uma das quais com a cruz da Ordem do Santo Sepulcro.
No interior do antigo convento há ainda muitas marcas epigráficas; o seu acesso dá-se por uma calçada medieval, sendo de notar na proximidade uma ponte sobre o rio Dão, possivelmente ligada à fundação do mosteiro.